# Hermann Winter (Ingenieur)
Hermann Winter (* 30. August 1897 in Neukloster; † 14. September 1968 in Braunschweig) war ein deutscher Flugzeugkonstrukteur und Pilot. Er war wesentlich am Aufbau der bulgarischen Luftfahrtindustrie vor dem Zweiten Weltkrieg beteiligt.

## Leben
Hermann Winter besuchte in Wismar die Realschule und legte 1914 die mittlere Reife ab. Vom 1. April bis zum 31. Juli desselben Jahres absolvierte er in Harburg (Elbe) ein Volontariat in der Schlosswerft. Nach Ausbruch des Ersten Weltkrieges meldete er sich freiwillig beim Rostocker Füsilier-Regiment 90. Zum Kriegseinsatz kam er im November 1914 im Reserve-Infanterie-Regiment 210. In Flandern wurde Winter schwer verwundet und nach seiner Genesung als Ausbilder ins Füsilier-Regiment 34 in Krackow bei Stettin berufen. Am 20. Dezember 1917 meldete er sich wiederum freiwillig zur Ausbildung als Pilot bei der Flieger-Ersatzabteilung 2 in Köslin. Nach Erhalt der Flugzeugführer-Qualifikation erhielt er die Versetzung zur Westfront, kam jedoch nicht mehr zum Einsatz.
Während der Aufstände im Verlaufe der Novemberrevolution erhielt Hermann Winter bei einem Gefecht nahe Czarnikau einen Schuss in den rechten Oberarm, der eine lebenslange Behinderung desselben nach sich zog und seine Laufbahn als Pilot beendete. Im Lazarett beschloss er, Ingenieur für Luftfahrt zu werden und bereitete sich per Selbststudium auf das Abitur vor, das er am 24. Juni 1919 abschloss. Ein Studium in Maschinenbau begann er im Februar 1920 an der Technischen Hochschule Charlottenburg.
Dort gründete er im Jahre 1921 zusammen mit einigen Mitstudenten die „Berliner Flugwissenschaftliche Vereinigung“ an der TH Berlin, den ersten Berliner Segelflugverein und konstruierte gemeinsam mit seinem Freund Edmund Pfister als erstes Segelflugzeug der Gruppe die schwanzlose „Charlotte“ mit 15,2 Metern Spannweite und 100 Kilogramm Leermasse. 1922 nahm Winter mit diesem Flugzeug am III. Rhönwettbewerb teil, stürzte allerdings beim ersten Flug aus etwa acht Metern ab. Das Flugzeug wurde wieder aufgebaut und erhielt eine konventionelle Knüppelsteuerung. Mit dem nun als „Charlotte II“ bezeichneten Segler startete er beim Folgewettbewerb 1923 und konnte einige Gleitflüge durchführen. Allerdings kollidierte Winter bei einem Flug mit einem Baum und wurde leicht verletzt. Im gleichen Jahr flog er das Segelflugzeug beim Ersten Österreichischen Segelflugwettbewerb bei Wien und 1924 beim Ersten Internationalen Segelflugwettbewerb Italiens in Asiago am Südrand der Alpen.

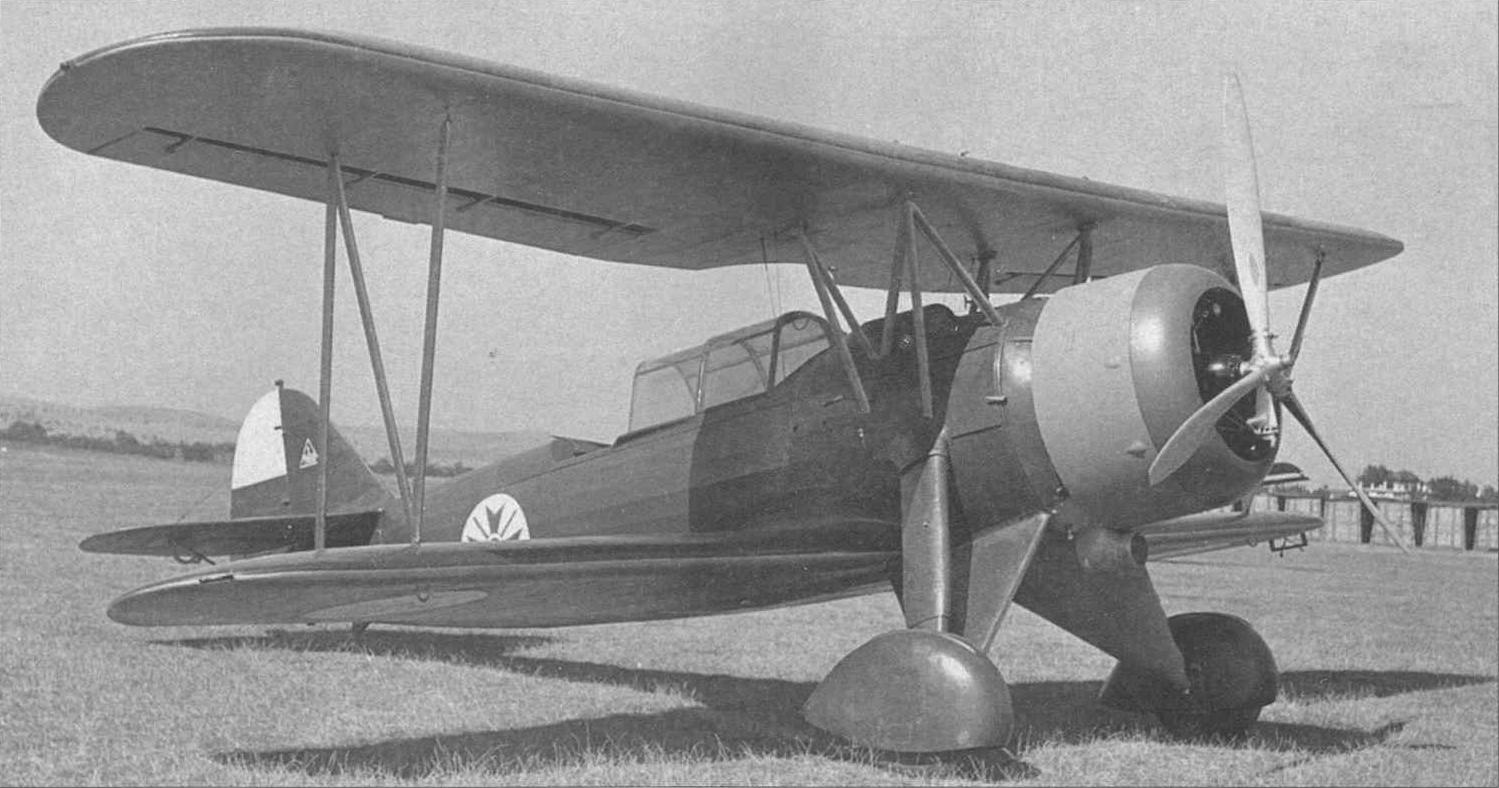
DAR-3 Garwan

Winter erhielt 1924 sein Diplom und anschließend eine Anstellung als leitender Konstrukteur bei der „Stahlwerk Mark Flugzeugbau“ in Breslau. Bei der firmeneigenen Flugschule erwarb er im selben Jahr eine zivile Fluglizenz. Im November 1924 wechselte er nach Berlin-Johannisthal zu Albatros. Bereits ein halbes Jahr später ging Winter 1925 auf Ersuchen der bulgarischen Regierung nach Boshurischtsche bei Sofia, wo er unter schwersten Bedingungen die Staatliche Luftfahrtindustrie Bulgariens (DAR) praktisch von Grund auf begründete und die ersten eigenen Typen des Landes konstruierte, zum Beispiel das Schulflugzeug DAR-1 und den Aufklärer DAR-3.
1929 kehrte Winter nach Deutschland zurück und ging als Konstrukteur zu den Bayerischen Flugzeugwerken. Bis 1931 nahm er noch Einfluss auf die Konstruktionen der DAR. Von September 1930 bis Februar 1934 arbeitete er an der Technischen Hochschule Danzig am Lehrstuhl für Flugzeugbau. Im Anschluss wurde Winter bei der DVL in Berlin-Adlershof Sachbearbeiter für den Bereich „Flugzeugkonstruktionen“ und wechselte Ende 1935 zu Fieseler nach Kassel.
Von August 1938 bis zu seiner Entpflichtung 1960 arbeitete Winter an der Technischen Hochschule Braunschweig als Professor für Flugzeugbau und Leiter des Instituts für Flugzeugbau und Leichtbau. Dort entstanden auch einige Arbeiten zu verschiedenen Themen der Luftfahrt sowie das STOL-Flugzeug LF1 Zaunkönig.
Hermann Winter war Mitglied des Vereins Deutscher Ingenieure (VDI).

## Schriften (Auswahl)
- Segelflug und Langsamflug. Verlag Gustav Wenzel & Sohn, Braunschweig 1949, OCLC 249965646.
- mit Günter Niederstadt und Werner H. Boehm: Untersuchungen von Glasfaserpolyester-Kunststoffen zur Verwendung im Flugzeug- und Fahrzeugbau. In: DFL-Bericht. Nr. 97. Deutsche Forschungsanstalt für Luftfahrt e. V. (DFL), Flughafen Braunschweig 1958, OCLC 73597261.
- Fertigungstechnik von Luft- und Raumfahrzeugen. Springer, Berlin, Heidelberg, New York 1967, OCLC 2936418.